# Нагавкі
Нагавкі (пол. Nagawki) — село в Польщі, у гміні Дмосін Бжезінського повіту Лодзинського воєводства.
Населення — 230 осіб (2011).
У 1975-1998 роках село належало до Скерневицького воєводства.

## Демографія
Демографічна структура станом на 31 березня 2011 року:
|          | Загалом | Допрацездатний вік | Працездатний вік | Постпрацездатний вік |
| -------- | ------- | ------------------ | ---------------- | -------------------- |
| Чоловіки | 110     | 21                 | 76               | 13                   |
| Жінки    | 120     | 21                 | 71               | 28                   |
| Разом    | 230     | 42                 | 147              | 41                   |